# 2022~2023년 남태평양 사이클론
2022~2023년 남태평양 사이클론(2022~2023 South Pacific cyclone season)은 남태평양에서 2022년 12월부터 2023년까지 활동한 사이클론들의 활동에 대해 기록한 문서이다.

## 이외

### 남동 태평양 사이클론 야쿠
열대저기압이 발생하기 어려운 에콰도르에서 발생한 사이클론. 페루에 큰 피해를 입히고 지나갔다. 

## 같이 보기
- 2022년 태풍
- 2022년 북대서양 허리케인
- 2022년 북인도양 사이클론
- 2022~2023년 남서인도양 사이클론
- 2022~2023년 오스트레일리아 근해 사이클론
- 2023년 태풍
- 2023년 북대서양 허리케인
- 2023년 북인도양 사이클론